# Traducción eucariota
La traducción eucariota es el proceso biológico mediante el cual el ARN mensajero se traduce en proteínas en los eucariotas. Consta de cuatro fases: iniciación, alargamiento, terminación y reciclaje. 

## Iniciación

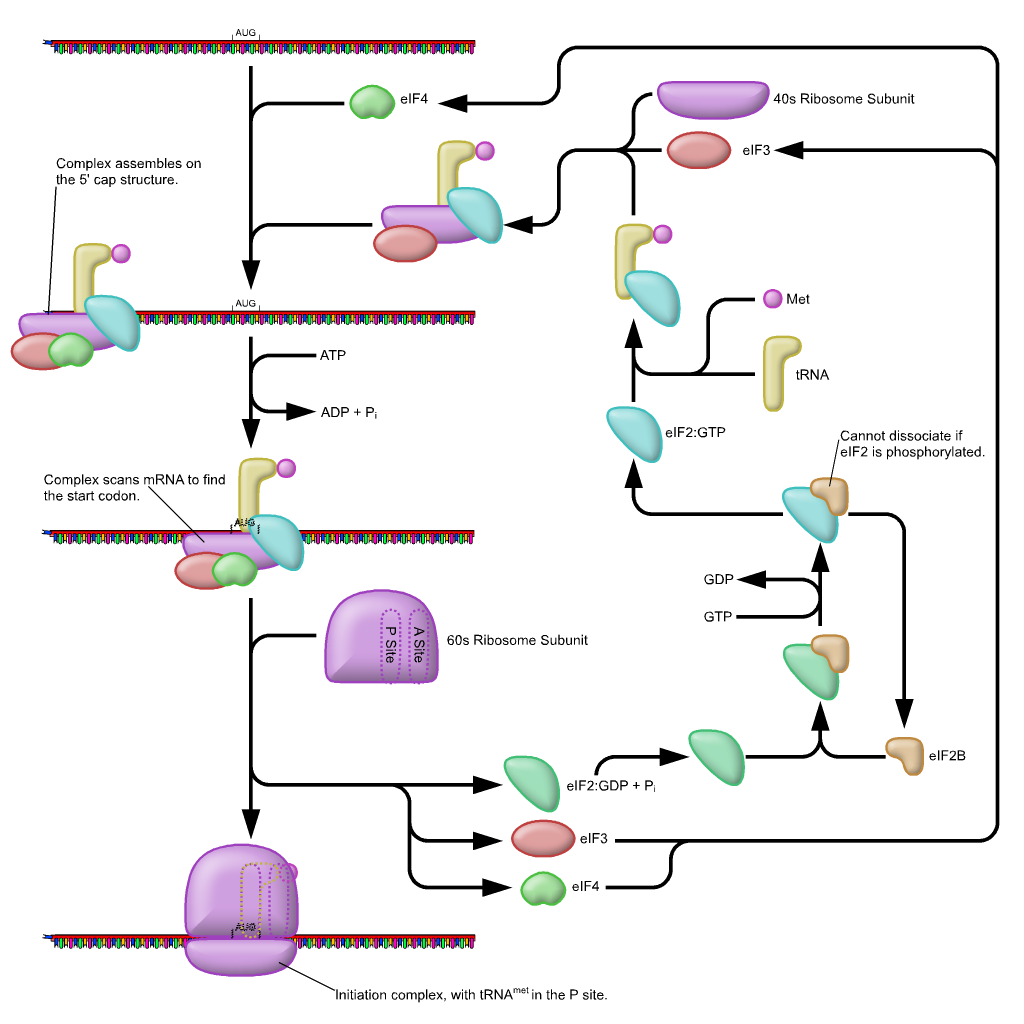
El proceso de iniciación de la traducción en eucariotas.

### Iniciación cap-dependiente
La iniciación de la traducción generalmente implica la interacción de ciertas proteínas clave, los factores de iniciación, con una etiqueta especial unida al extremo 5 ' de una molécula de ARNm, la caperuza 5'(cap 5'), así como con la UTR 5 '. Estas proteínas se unen a la subunidad ribosomal pequeña (40S) y mantienen el ARNm en su lugar. eIF3 está asociado con la subunidad ribosomal 40S y desempeña un papel en el mantenimiento de la subunidad ribosomal grande ( 60S ) de la unión prematura. eIF3 también interactúa con el complejo eIF4F, que consta de otros tres factores de iniciación: eIF4A, eIF4E y eIF4G . eIF4G es una proteína de andamiaje que se asocia directamente con eIF3 y los otros dos componentes. eIF4E es la proteína de unión a la tapa. La unión de la tapa por eIF4E a menudo se considera el paso limitante de la velocidad de la iniciación dependiente de la tapa, y la concentración de eIF4E es un nexo regulador del control de la traducción. Ciertos virus escinden una porción de eIF4G que se une a eIF4E, evitando así la traducción dependiente de cap para secuestrar la maquinaria del host a favor de los mensajes virales (independientes de cap). eIF4A es una helicasa de ARN dependiente de ATP que ayuda al ribosoma mediante la resolución de ciertas estructuras secundarias formadas a lo largo del transcrito de ARNm.
El poli (A) de unión a proteína (PABP) también se asocia con el eIF4F complejo a través de eIF4G, y se une la cola poli-A de la mayoría de las moléculas de ARNm eucariotas. Esta proteína se ha implicado en jugar un papel en la circularización del ARNm durante la traducción. Este complejo de preiniciación 43S (43S PIC) acompañado por los factores proteicos se mueve a lo largo de la cadena del ARNm hacia su extremo 3 ', en un proceso conocido como "escaneo", para alcanzar el codón de inicio (generalmente AUG). En eucariotas y arqueas, el aminoácido codificado por el codón de inicio es la metionina. El ARNt iniciador cargado de Met (Met-tRNAiMet ) se lleva al sitio P de la subunidad ribosomal pequeña por el factor de iniciación eucariota 2 (eIF2). Hidroliza GTP, y señala la disociación de varios factores de la subunidad ribosomal pequeña, lo que finalmente conduce a la asociación de la subunidad grande (o la subunidad 60S). El ribosoma completo (80S) comienza la elongación de la traducción. 
La regulación de la síntesis de proteínas está influido en parte por la fosforilación de eIF2 (a través de la subunidad α), que es una parte de la eIF2-GTP-Met-tRNA i Met complejo ternario (eIF2-TC). Cuando se fosforilan grandes cantidades de eIF2, se inhibe la síntesis de proteínas. Esto ocurre bajo la inanición de aminoácidos o después de una infección viral. Sin embargo, una pequeña fracción de este factor de iniciación está naturalmente fosforilada. Otro regulador es 4EBP, que se une al factor de iniciación eIF4E e inhibe sus interacciones con eIF4G, impidiendo así la iniciación dependiente del límite. Para oponerse a los efectos de 4EBP, los factores de crecimiento fosforilan a 4EBP, lo que reduce su afinidad por eIF4E y permite la síntesis de proteínas.
Si bien la síntesis de proteínas está regulada globalmente mediante la modulación de la expresión de factores clave de iniciación, así como el número de ribosomas, los ARNm individuales pueden tener diferentes tasas de traducción debido a la presencia de elementos de secuencia reguladora. Se ha demostrado que esto es importante en una variedad de entornos que incluyen la meiosis de levadura y la respuesta al etileno en las plantas. Además, trabajos recientes en levaduras y humanos sugieren que la divergencia evolutiva en las secuencias reguladoras cis puede afectar la regulación de la traducción. Además, las helicasas de ARN como DHX29 y Ded1/DDX3 pueden participar en el proceso de iniciación de la traducción, especialmente para los ARNm con 5'UTR estructurados.

### Iniciación cap-independiente
El ejemplo mejor estudiado de la iniciación de la traducción independiente de la  
caperuza 5'(cap o tapa) en los eucariotas es el del sitio de entrada del ribosoma interno (IRES). Lo que diferencia la traducción independiente de la tapa de la traducción dependiente de la tapa es que la traducción independiente de la tapa no requiere la tapa 5 'para iniciar el escaneo desde el extremo 5' del ARNm hasta el codón de inicio. El ribosoma puede ser enviado al sitio de inicio mediante la unión directa, los factores de iniciación y / o los ITAF (factores de actuación en tránsito de IRES) sin tener que escanear la UTR 5 'completa. Este método de traducción se ha encontrado importante en condiciones que requieren la traducción de ARNm específicos durante el estrés celular, cuando se reduce la traducción general. Los ejemplos incluyen factores que responden a la apoptosis y respuestas inducidas por el estrés.

## Alargamiento

Las etapas de alargamiento y de enfoque de membrana de la traducción eucariótica. El ribosoma es verde y amarillo, los ARNt son de color azul oscuro y las otras proteínas involucradas son de color azul claro.

El alargamiento depende de los factores de elongación eucarióticos. Al final de la etapa de inicio, el ARNm se coloca de manera que el siguiente codón se pueda traducir durante la etapa de elongación de la síntesis de proteínas. El tRNA iniciador ocupa el sitio P en el ribosoma, y el sitio A está listo para recibir un aminoacil-tRNA. Durante la elongación de la cadena, cada aminoácido adicional se agrega a la cadena polipeptídica naciente en un microciclo de tres pasos. Los pasos en este microciclo son (1) colocar el aminoacil-ARNt correcto en el sitio A del ribosoma, (2) formar el enlace peptídico y (3) desplazar el ARNm en un codón con respecto al ribosoma. 
A diferencia de las bacterias, en las que el inicio de la traducción se produce tan pronto como se sintetiza el extremo 5 'de un ARNm, en los eucariotas no es posible un acoplamiento estrecho entre la transcripción y la traducción porque la transcripción y la traducción se realizan en compartimentos separados de la célula (el núcleo y citoplasma). Los precursores de ARNm eucarióticos deben procesarse en el núcleo (p. Ej., Capping, poliadenilación, empalme) antes de ser exportados al citoplasma para su traducción. 
La traducción también puede verse afectada por la pausa ribosómica, que puede desencadenar un ataque endonucleolítico del ARNm, un proceso denominado desintegración de mRNA no-go. La pausa ribosomal también ayuda al plegamiento co-traduccional del polipéptido naciente en el ribosoma, y retrasa la traducción de proteínas mientras codifica el ARNm. Esto puede desencadenar el desplazamiento del marco ribosomal.

## Terminación
La terminación del alargamiento depende de los factores de liberación eucarióticos. El proceso es similar al de la terminación procariótica, pero a diferencia de la terminación procariótica, existe un factor de liberación universal, eRF1, que reconoce los tres codones de parada. Al terminar, el ribosoma se desmonta y el polipéptido completado se libera. eRF3 es una GTPasa dependiente de ribosoma que ayuda a eRF1 a liberar el polipéptido completado. El genoma humano codifica algunos genes cuyo codón de parada del ARNm es sorprendentemente permeable: en estos genes, la terminación de la traducción es ineficiente debido a las bases de ARN especiales que se encuentran cerca del codón de parada. La terminación con fugas en estos genes conduce a la lectura de la traducción de hasta el 10% de los codones de parada de estos genes. Algunos de estos genes codifican dominios de proteínas funcionales en su extensión de lectura para que puedan surgir nuevas isoformas de proteínas. Este proceso se ha denominado "lectura traduccional funcional".

## Traducción mitocondrial
La mayoría de proteínas mitocondriales están codificadas por el ADN nuclear, pero otras proteínas son codificadas por el ADNmt en su propio sistema de traducción. La traducción mitocondrial es similar a la traducción procariota, aunque presenta características propias a nivel de codones y en la terminación. 
La maquinaria básica de traducción mitocondrial comprende ARNr, ARNt, proteínas como los factores de iniciación, elongación y terminación, proteínas de los mitorribosomas (MRP), enzimas aminoacil-tRNA sintetasas y metionil-tRNA transformilasa.